# أرمود أقاتشي
أرمود أقاتشي (بالفارسية: ارمودآقاچی) هي مستوطنة تقع في Sangar Rural District في إيران. يقدر عدد سكانها بـ 289 نسمة .